# Llista de topònims de la Torre de Fontaubella
Llista de topònims (noms propis de lloc) del municipi de la Torre de Fontaubella, al Priorat
Informació actualitzada per un bot. Els canvis manuals es perdran quan s'actualitzi!

## cabana
| imatge | Nom                       | Ubicat a                | instància de | Detalls | coordenades                                                          | Protecció | Commons (més fotos) | Dades a WD                    |
| ------ | ------------------------- | ----------------------- | ------------ | ------- | -------------------------------------------------------------------- | --------- | ------------------- | ----------------------------- |
|        | caseta de Cal Po          | la Torre de Fontaubella | cabana       |         | 41° 07′ 00″ N, 0° 52′ 08″ E / 41.1166298082381°N,0.868818112830577°E |           |                     | Modifica les dades a Wikidata |
|        | caseta del Ramon Martínez | la Torre de Fontaubella | cabana       |         | 41° 07′ 04″ N, 0° 51′ 17″ E / 41.1177284977831°N,0.854740110990421°E |           |                     | Modifica les dades a Wikidata |
|        | casetes de l'Antònio      | la Torre de Fontaubella | cabana       |         | 41° 07′ 26″ N, 0° 52′ 00″ E / 41.1238589947749°N,0.866678289415213°E |           |                     | Modifica les dades a Wikidata |
|        | lo Corral Nou             | la Torre de Fontaubella | cabana       |         | 41° 07′ 20″ N, 0° 51′ 59″ E / 41.1222232751106°N,0.866385856031367°E |           |                     | Modifica les dades a Wikidata |

## casa
| imatge | Nom         | Ubicat a                | instància de | Detalls                                                       | coordenades                                                                      | Protecció                                  | Commons (més fotos)               | Dades a WD                    |
| ------ | ----------- | ----------------------- | ------------ | ------------------------------------------------------------- | -------------------------------------------------------------------------------- | ------------------------------------------ | --------------------------------- | ----------------------------- |
|        | ca la Coixa | la Torre de Fontaubella | casa         | Estil: arquitectura popular 20th century                      | 41° 07′ 28″ N, 0° 51′ 51″ E / 41.124534°N,0.864262°E ca:Carrer Major, 6 369 msnm | bé integrant del patrimoni cultural català | Ca la Coixa                       | Modifica les dades a Wikidata |
|        | el Cafè     | la Torre de Fontaubella | casa         | Estil: arquitectura barroca arquitectura popular 18th century | 41° 07′ 28″ N, 0° 51′ 51″ E / 41.12449°N,0.864049°E ca:Carrer Major, 5 369 msnm  | bé integrant del patrimoni cultural català | El Cafè (la Torre de Fontaubella) | Modifica les dades a Wikidata |

## masia
| imatge | Nom                 | Ubicat a                | instància de | Detalls | coordenades                                                          | Protecció | Commons (més fotos) | Dades a WD                    |
| ------ | ------------------- | ----------------------- | ------------ | ------- | -------------------------------------------------------------------- | --------- | ------------------- | ----------------------------- |
|        | Caseta de Cal Xanxo | la Torre de Fontaubella | masia        |         | 41° 07′ 21″ N, 0° 50′ 50″ E / 41.122558371244°N,0.847126267513909°E  |           |                     | Modifica les dades a Wikidata |
|        | Caseta del Portal   | la Torre de Fontaubella | masia        |         | 41° 06′ 57″ N, 0° 52′ 22″ E / 41.115860293707°N,0.87281475584576°E   |           |                     | Modifica les dades a Wikidata |
|        | Caseta del Sord     | la Torre de Fontaubella | masia        |         | 41° 07′ 07″ N, 0° 51′ 29″ E / 41.1186167062819°N,0.857938958481835°E |           |                     | Modifica les dades a Wikidata |
|        | Xalet del Pigall    | la Torre de Fontaubella | masia        |         | 41° 07′ 16″ N, 0° 52′ 10″ E / 41.1211882775257°N,0.869349523396268°E |           |                     | Modifica les dades a Wikidata |
|        | les Casotes         | la Torre de Fontaubella | masia        |         | 41° 07′ 11″ N, 0° 50′ 59″ E / 41.1197981083436°N,0.849801159400421°E |           |                     | Modifica les dades a Wikidata |

## serra
| imatge | Nom                  | Ubicat a                            | instància de | Detalls | coordenades                                                     | Protecció | Commons (més fotos) | Dades a WD                    |
| ------ | -------------------- | ----------------------------------- | ------------ | ------- | --------------------------------------------------------------- | --------- | ------------------- | ----------------------------- |
|        | Serra de l'Argentera | l'Argentera la Torre de Fontaubella | serra        |         | 41° 07′ 29″ N, 0° 53′ 22″ E / 41.124847°N,0.889433°E 707.9 msnm |           |                     | Modifica les dades a Wikidata |
|        | Serra de l'Aubaga    | la Torre de Fontaubella             | serra        |         | 41° 07′ 15″ N, 0° 50′ 52″ E / 41.1207°N,0.847711°E 476.9 msnm   |           |                     | Modifica les dades a Wikidata |

## Misc
| imatge | Nom                                          | Ubicat a                | instància de                                   | Detalls                                  | coordenades                                                                    | Protecció                                            | Commons (més fotos)                    | Dades a WD                    |
| ------ | -------------------------------------------- | ----------------------- | ---------------------------------------------- | ---------------------------------------- | ------------------------------------------------------------------------------ | ---------------------------------------------------- | -------------------------------------- | ----------------------------- |
|        | Santa Maria de la Torre de Fontaubella       | la Torre de Fontaubella | església                                       | Estil: arquitectura barroca              | 41° 07′ 28″ N, 0° 51′ 52″ E / 41.124416°N,0.864463°E                           | bé cultural d'interès local                          | Santa Maria de la Torre de Fontaubella | Modifica les dades a Wikidata |
|        | casa consistorial de la Torre de Fontaubella | la Torre de Fontaubella | casa consistorial                              |                                          | 41° 07′ 28″ N, 0° 51′ 51″ E / 41.1244252°N,0.8641478°E                         |                                                      |                                        | Modifica les dades a Wikidata |
|        | coves d'en Roig                              | la Torre de Fontaubella | cova                                           |                                          | 41° 06′ 45″ N, 0° 52′ 32″ E / 41.1126094879656°N,0.875474629454705°E           |                                                      |                                        | Modifica les dades a Wikidata |
|        | font de la Coma                              | la Torre de Fontaubella | font                                           |                                          | 41° 06′ 57″ N, 0° 52′ 01″ E / 41.115750203833°N,0.86686330755987°E             |                                                      |                                        | Modifica les dades a Wikidata |
|        | l'Avenc                                      | la Torre de Fontaubella | avenc                                          |                                          | 41° 07′ 36″ N, 0° 51′ 08″ E / 41.1265618043119°N,0.852177108039585°E           |                                                      |                                        | Modifica les dades a Wikidata |
|        | l'Hogar                                      | la Torre de Fontaubella | edifici                                        | Estil: arquitectura popular 18th century | 41° 07′ 29″ N, 0° 51′ 50″ E / 41.124825°N,0.863913°E ca:Plaça Nova, 2 365 msnm | bé integrant del patrimoni cultural català           | L'Hogar (la Torre de Fontaubella)      | Modifica les dades a Wikidata |
|        | la Font del Pi                               | la Torre de Fontaubella | muntanya                                       |                                          | 41° 07′ 14″ N, 0° 50′ 52″ E / 41.12067222°N,0.84771111°E 476.9 msnm            |                                                      |                                        | Modifica les dades a Wikidata |
|        | la Torre de Fontaubella                      | la Torre de Fontaubella | entitat singular de població capital municipal | 119 hab                                  | 41° 07′ 29″ N, 0° 51′ 52″ E / 41.12468238°N,0.86453515°E 369 msnm              |                                                      |                                        | Modifica les dades a Wikidata |
|        | torre de la Torre de Fontaubella             | la Torre de Fontaubella | torre                                          |                                          | 41° 07′ 28″ N, 0° 51′ 52″ E / 41.124573°N,0.86445°E ca:Carrer Major 372 msnm   | bé d'interès cultural bé cultural d'interès nacional | Torre de la Torre de Fontaubella       | Modifica les dades a Wikidata |